# Rotkreuzgesetz
Das Rotkreuzgesetz (RKG), mit vollständigem Titel Bundesgesetz über die Anerkennung des Österreichischen Roten Kreuzes und den Schutz des Zeichens des Roten Kreuzes, ist ein in Österreich seit dem 1. Februar 2008 geltendes Bundesgesetz, das die Anerkennung des Österreichischen Roten Kreuzes (ÖRK) als nationale Rotkreuz-Gesellschaft im Sinne des humanitären Völkerrechts und den Schutz des Zeichens des Roten Kreuzes vor missbräuchlicher Verwendung regelt. Es basiert auf dem Musterrotkreuzgesetz, das vom Internationalen Komitee vom Roten Kreuz (IKRK) im Jahr 2006 vorgeschlagen wurde, und löste mit seiner Verabschiedung das als „Rotkreuzschutzgesetz“ bezeichnete „Bundesgesetz vom 27. Juni 1962 über den Schutz des Zeichens und des Namens des Roten Kreuzes“ ab.

## Inhalt
Im Rotkreuzgesetz sind als Aufgaben des ÖRK unter anderem die Vermittlung von humanitären Werten, die Unterstützung der österreichischen Behörden im humanitären Bereich, die Verbreitung des Gedankenguts des Roten Kreuzes und der Inhalte der Genfer Konventionen sowie im Fall eines bewaffneten Konflikts die Unterstützung des Sanitätsdienstes des Bundesheeres festgelegt. Die österreichischen Behörden sind im Gegenzug verpflichtet, das ÖRK im Rahmen ihrer organisatorischen und finanziellen Möglichkeiten bei der Erfüllung seiner Aufgaben zu unterstützen. Darüber hinaus ermächtigt das Gesetz das ÖRK, für eine Tätigkeit im Vermisstensuchdienst sowie für die Übermittlung von Rotkreuz-Nachrichten und für die Familienzusammenführung die dazu notwendigen Auskünfte einzuholen und Daten zu übermitteln. Für hauptberufliche und freiwillige Mitarbeiter des ÖRK besteht entsprechend dem Gesetzestext eine Verschwiegenheitspflicht bei der Erfüllung von internationalen Aufgaben der Internationalen Rotkreuz- und Rothalbmond-Bewegung, sofern eine Offenlegung von entsprechenden Informationen die Durchführung dieser Aufgaben behindern oder einschränken könnte.
Das Rotkreuzgesetz bestätigt auf nationaler Ebene die Bestimmungen der Genfer Konventionen über die Verwendung der Schutzzeichen des roten Kreuzes auf weißem Grund, des roten Halbmondes auf weißem Grund, des roten Löwen mit roter Sonne auf weißem Grund und des roten Kristalls auf weißem Grund. Nicht als Schutzzeichen, jedoch als Kennzeichnung darf das rote Kreuz auf weißem Grund in Österreich nur vom ÖRK oder von jenen Personen und Institutionen, die vom ÖRK die Genehmigung haben, verwendet werden. Das ÖRK ist auch berechtigt, in seinem Wappen und Siegel neben dem roten Kreuz den österreichischen Bundesadler zu führen. Ergänzend wird auch die missbräuchliche Verwendung des Schweizerkreuzes – ein weißes Kreuz auf rotem Grund – verboten. Für das Einholen von Meldeauskünften und die Übermittlung von Familiennachrichten durch den Suchdienst des ÖRK gilt eine Befreiung von allen Gebühren und Bundesverwaltungsabgaben.

## Regelungen in anderen Ländern
In Deutschland sind vergleichbare Regelungen für das DRK im DRK-Gesetz enthalten. Der Namens- und Zeichenschutz ist in § 125 des Gesetzes über Ordnungswidrigkeiten geregelt. In der Schweiz gilt für das SRK der Bundesbeschluss betreffend das Schweizerische Rote Kreuz und für Namen und Zeichen das Bundesgesetz betreffend den Schutz des Zeichens und des Namens des Roten Kreuzes.